# Prinoth
La Prinoth S.p.A. di Vipiteno è un'azienda che produce gatti delle nevi e veicoli cingolati multiuso per muoversi sulla neve ed altre superfici difficilmente raggiungibili dai mezzi convenzionali. Più recentemente Prinoth si è anche sviluppata per la costruzione di mezzi da trasporto per la vegetazione e la gestione delle biomasse.
Il suo fondatore, Ernesto Prinoth, ex pilota di Formula 1,  è stato considerato fin dal 1951 un pioniere nella costruzione di mezzi battipista.

## Storia

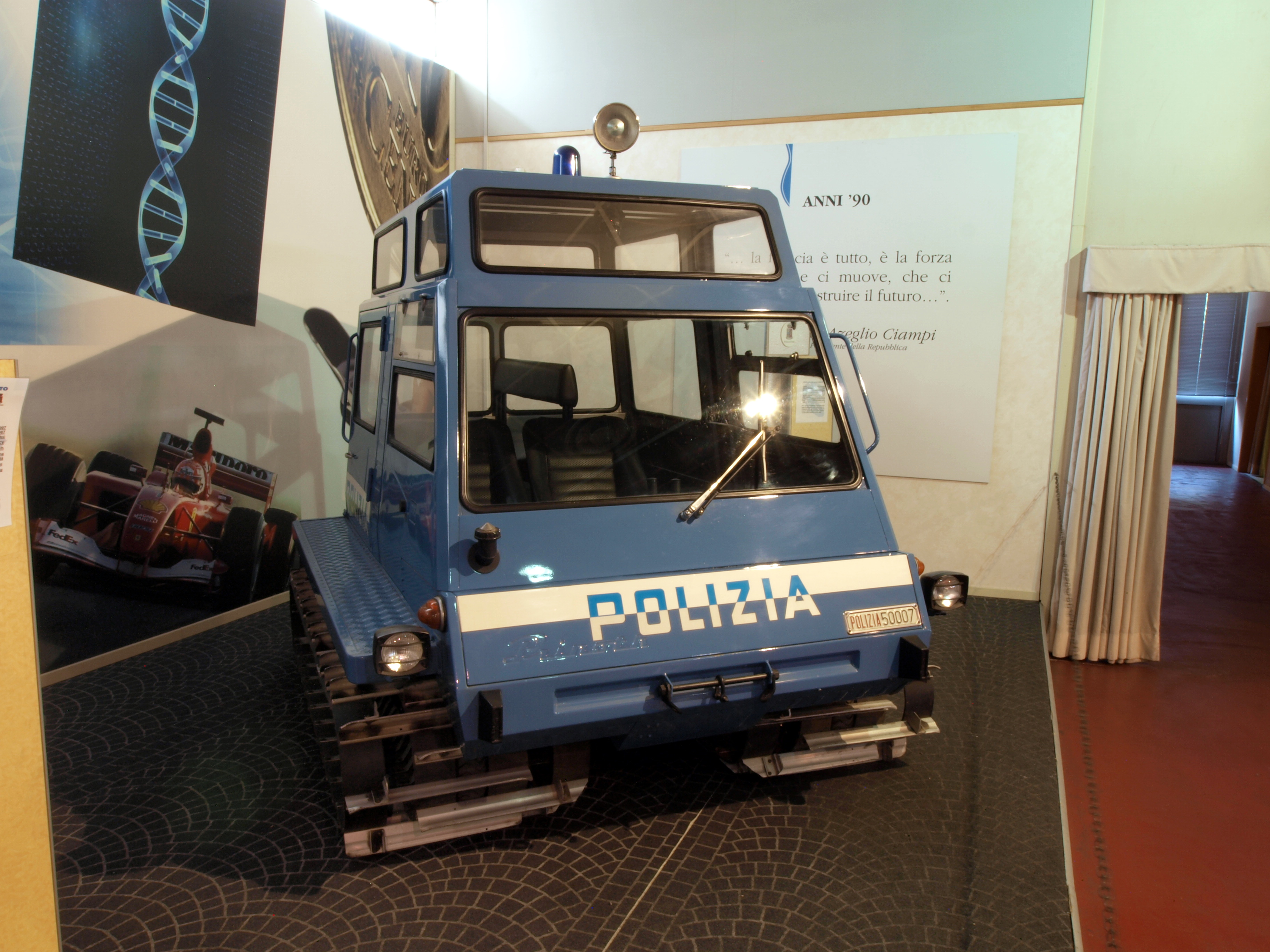
Un gatto delle nevi in dotazione alla Polizia di stato (1976)

Nato a Ortisei, Ernesto Prinoth sapeva bene che sulla neve ci si può muovere agilmente su di un veicolo leggero piuttosto che con quelli pesanti. Inizia allora la costruzione del suo primo prototipo di veicolo cingolato cercando di ottenere un buon compromesso tra peso, potenza e superficie d'appoggio: il modello fu chiamato "Prinoth P-25". Non contento dei primi risultati però, si mise al lavoro per diminuire la superficie d'appoggio da 25 g/cm² a 15 g/cm² chiamando tale nuovo prototipo "Prinoth P-15".

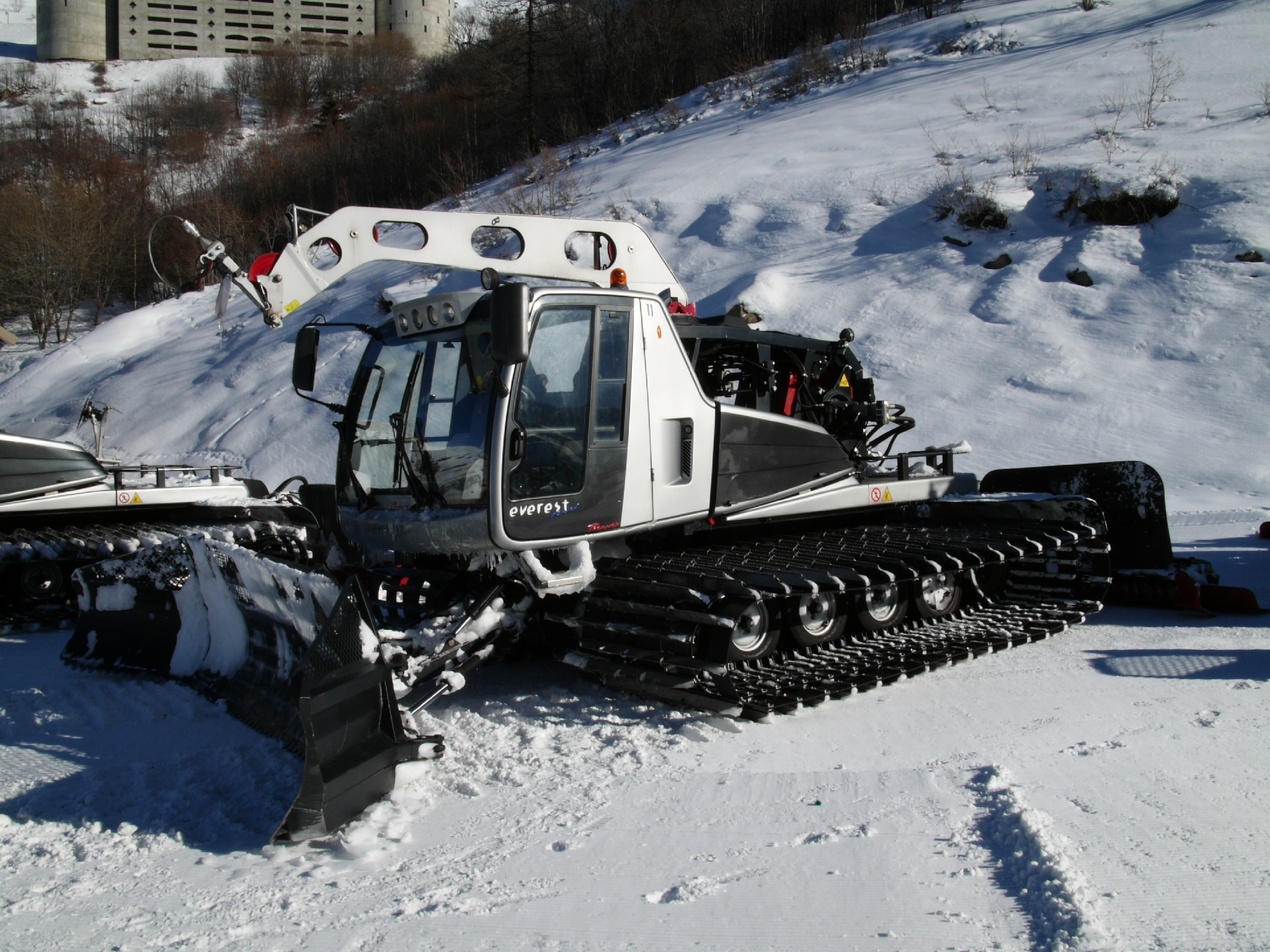
Il modello Everest con verricello

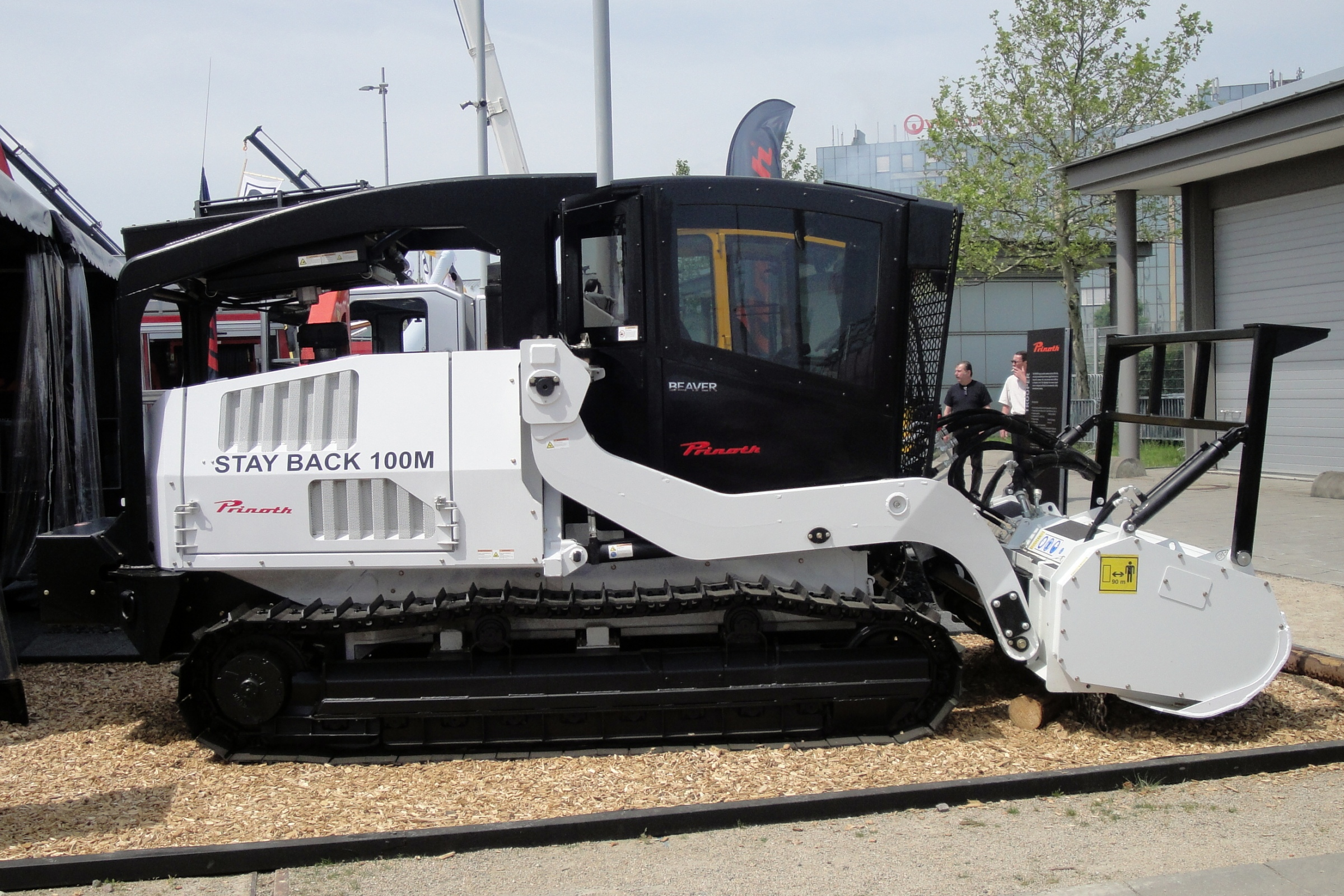
Il modello Beaver, un cingolato per la deforestazione

Grazie ai campionati mondiali di sci alpino 1970 in Val Gardena la Prinoth divenne da una piccola rimessa locale una vera e propria officina dove venivano prodotti mezzi come il "P-15" e il "P-4" e successivamente anche quelli più grandi come il "Prinoth Big" e il "Prinoth Junior".
Grazie anche al figlio Erich, nasce il modello "Prinoth All", un mezzo multiuso idrostatico molto più semplice nel suo utilizzo, motivo per il quale le vecchie trasmissioni meccaniche vennero abbandonate. Successivamente il modello "Prinoth T2" sostituì il modello "All", che a sua volta verrà sostituito dal modello "Husky", tuttora in produzione.
Dal 1973 l'azienda ha costruito in serie un numero sempre maggiore di gatti della nevi.
Seguirono poi altre invenzioni come le frese da neve autolivellanti, vomeri asimmetrici, vibrofresa, cingolature in misto gomma per alte velocità, ramponi per cingoli in alluminio con inserti in acciaio anti-usura. Altri brevetti sono il dispositivo per la realizzazione di piste da sci e il dispositivo per l'aggancio di due gatti delle nevi.
L'imprenditore locale, oramai conosciuto in tutto il mondo, venne a mancare nel 1981. In seguito sarà il figlio Erich a prendere in mano le redini dell'azienda mettendo a disposizione le sue conoscenze di idrostatica, idraulica ed elettronica.
Nel ventennale dell'azienda che occorse nel 1982 avvenne l'inaugurazione del nuovo stabilimento a Ortisei. Nella nuova sede i modelli "T" vennero rinnovati e i motori aspirati vennero sostituiti da quelli turbocompressi.
Successivamente la produzione vide nascere i modelli "Prinoth T-4" (con la sua variante "Prinoth T-4 S")m "T-2", "T-3", "TL" (per il trasporto leggero) e "TS" (per il trasporto veloce).
Nello stesso periodo nacque un accordo commerciale ottenuto con l'importante azienda concorrente svedese Hägglund & Söner appartenente al gruppo ASEA, la quale produce anche mezzi militari come il Bv 202 e il Bv 206, uno dei quali molto simile al modello "Prinoth TS". L'idea era di proporlo sul mercato mondiale per l'uso esclusivamente civile, ma la collaborazione tra le due aziende fu di breve durata.
La Prinoth divenne di proprietà della famiglia Rampini di Perugia per un breve lasso di tempo e successivamente, grazie anche a Michael Seeber, si fuse nel 2000 con la divisione della Leitner S.p.A. che costruiva battipista. In questa occasione la sede di Prinoth venne spostata in un nuovo stabilimento costruito appositamente in zona Campi di Sotto a Vipiteno. Due anni dopo la fusione, nel 2002, fu presentato il Prinoth Leitwolf, costruito sulla base del Leitner LH500. Il Leitwolf è in produzione ancora oggi nella sua terza serie (2024) dopo aver subito varie modifiche ed aggiornamenti negli anni.
Nel 2005 fu acquisito il ramo aziendale dei mezzi battipista della Bombardier, seguita nel 2009 dalla acquisizione anche della gamma di veicoli di utilità e la fondazione della sede di Prinoth LLC in Canada sempre nel 2009. Quell'anno ha segnato anche la fondazione di un'altra sede aziendale a Telfs in Austria.
Nell 2011 vi fu un'alleanza strategica con l'azienda tedesca AHWI Maschinenbau e l'espansione del portafoglio dei prodotti per includere la gestione della vegetazione e della biomassa.
Dal novembre 2014 è parte di Prinoth anche la società svedese Släpliftprodukter, che produce cingoli per veicoli da neve.

## Battipista

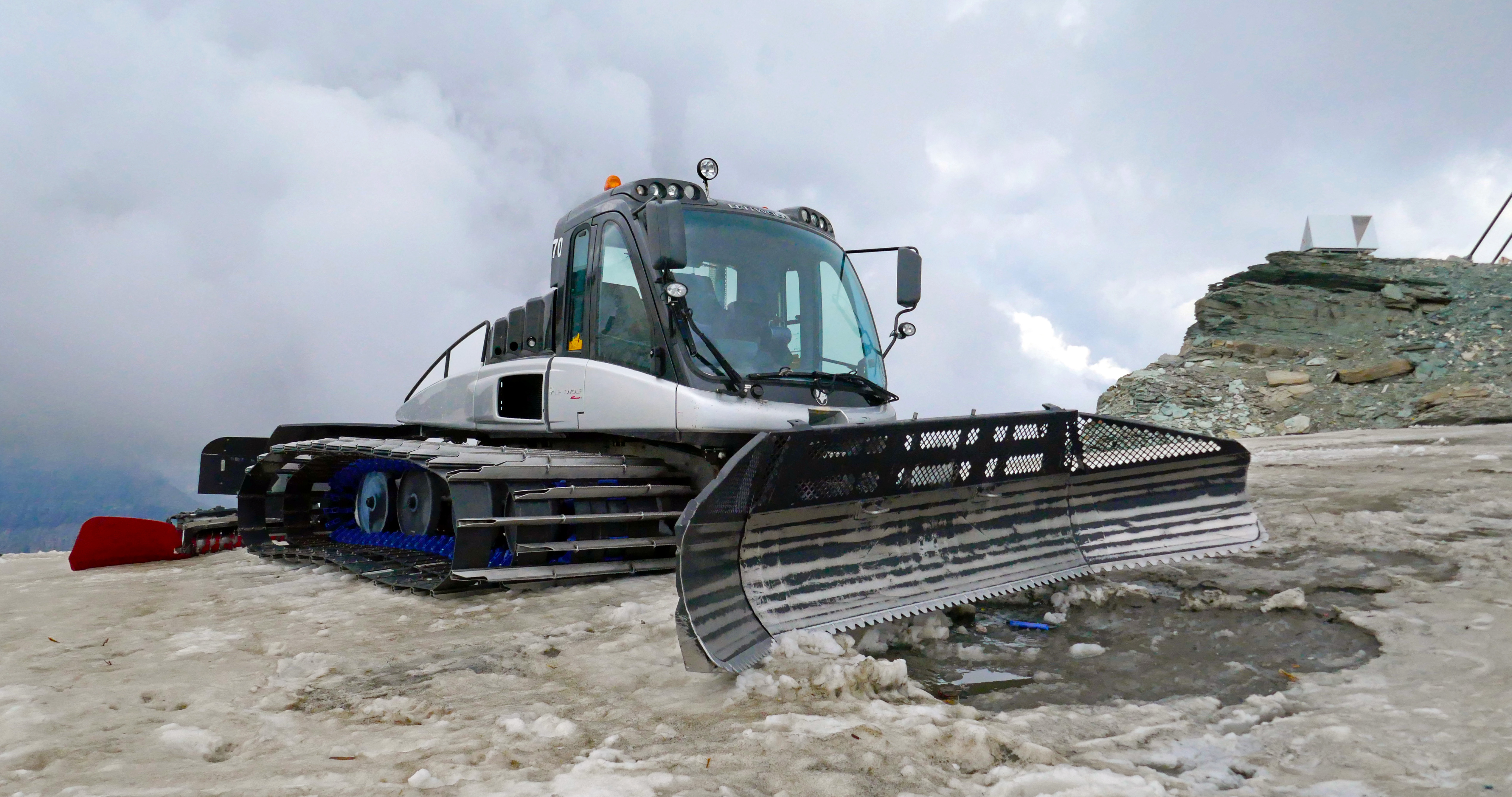
Prinoth Leitwolf prima serie

### Leitwolf
Il primo dello del Prinoth Leitwolf venne presentato nel 2002: fu il primo battipista lanciato dalla Prinoth dopo la fusione con la divisione della Leitner che costruiva gatti delle nevi. Il primo Leitwolf era una evoluzione del Leitner LH500, infatti diverse soluzioni tecniche erano comuni ai due veicoli cingolati come le sospensioni pneumatiche regolabili, la guida centrale, le leve per il comando dei cingoli e parte della meccanica. Il motore, pur rimanendo MAN, è un modello diverso. La cubatura aumenta così come coppia e potenza.
Negli anni il Leitwolf prima serie subisce varie modifiche ed aggiornamenti: uscì di produzione nel 2013 ben undici anni dopo la presentazione, per dare spazio alla seconda serie del modello che venne profondamente rivisto.

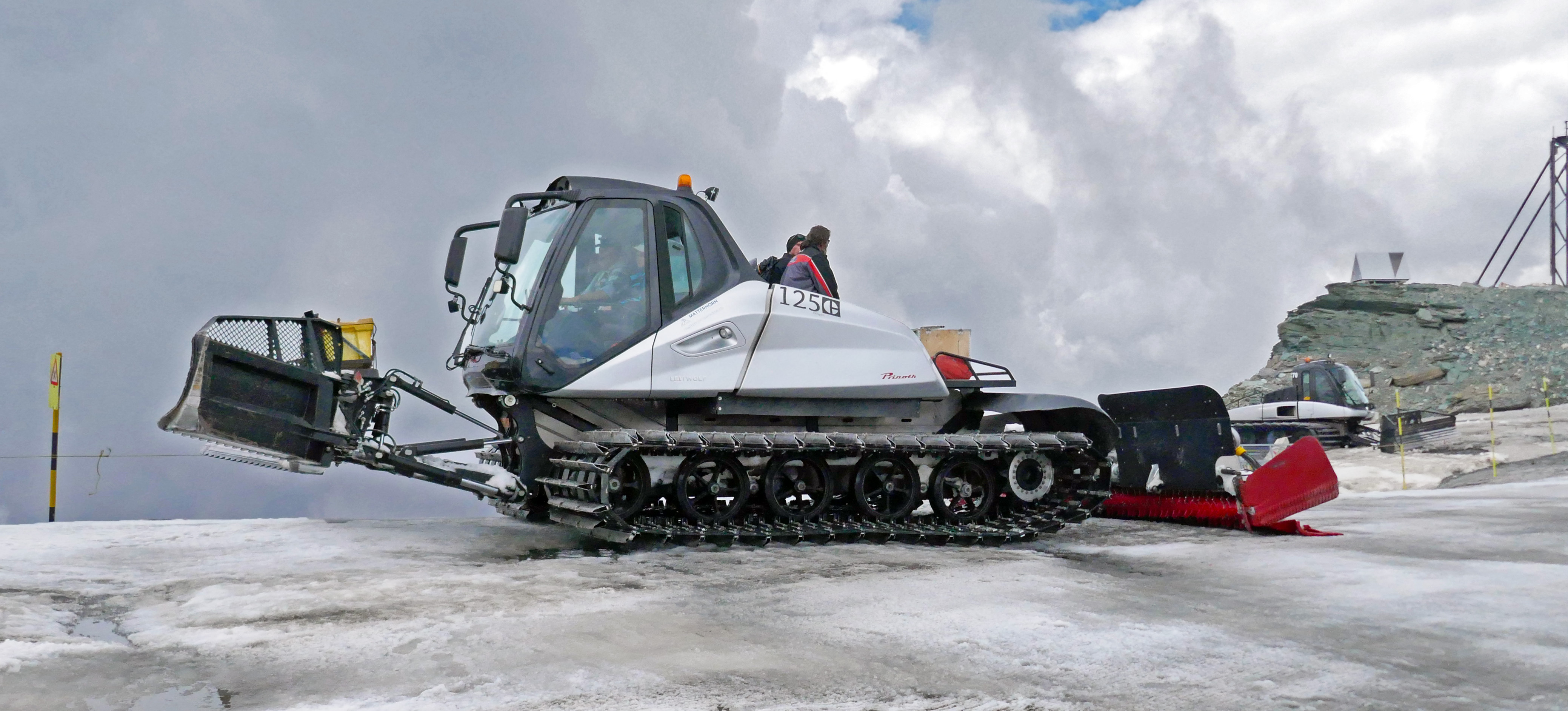
Prinoth Leitwolf seconda serie

Attualmente è il produzione la terza serie del modello (2024), il nuovo Leitwolf LT.